# ☆MIKA☆
☆MIKA☆（みか、1985年12月1日 - ）は、日本の女性キックボクサー、ムエタイ選手。 本名は長井 未果（ながい みか）。群馬県出身。ワイルドシーサー群馬所属。
リングネームは正しくはドゥオンダーオ・ミカ（Dwuonder Mika）。ドゥオンダーオはタイ語で「星」の意味。

## 来歴
2007年7月1日、プロデビュー戦となったJ-GIRLS「七夕祭り」で田島はると対戦し、判定負け。この時のリングネームは長井 未果。
2007年11月4日、J-GIRLS「風花祭り」でクボチューン・レーナM15と対戦し、判定負け。この試合よりリングネームを☆MIKA☆とした。
ミニフライ級〜バンタム級といろんな階級で試合をしていたがあまり勝ち星にはめぐまれず、いい結果は残せていなかった。
2009年6月21日、東京ディファ有明にて行われた「M-1 FAIRTEX SINGHA BEER ムエタイチャレンジ 2009 Yod Nak Suu vol.2」にてM-1女子フライ級チャンピオン岡田敦子（RAPTUREKING）相手に、サウスポーの利点をうまく使った試合運びで、2-0の判定勝ちを収めた。
2010年6月6日、初参戦となったシュートボクシングでRENAと対戦し、2度のシュートポイントを奪われた上で0-3の判定負けを喫した。
2011年11月27日、東京・新宿FACEにて行われた「J-GIRLSフライ級タイトルマッチ」にてJ-GIRLSフライ級王者グレイシャア亜紀（フォルティス渋谷）相手に、3-0の判定勝ちを収めた。

## 戦績
| キックボクシング 戦績 | キックボクシング 戦績 | キックボクシング 戦績 | キックボクシング 戦績 | キックボクシング 戦績 | キックボクシング 戦績 | キックボクシング 戦績 |
| --------------------- | --------------------- | --------------------- | --------------------- | --------------------- | --------------------- | --------------------- |
| 17 試合               | (T)KO                 | 判定                  | その他                | 引き分け              | 無効試合              |                       |
| 5 勝                  | 0                     | 5                     | 0                     | 4                     | 0                     |                       |
| 8 敗                  | 0                     | 8                     | 0                     | 4                     | 0                     |                       |

| 勝敗 | 対戦相手                | 試合結果                | 大会名                                                                                                   | 開催年月日     |
| ×    | 古谷あさみ              | 3分3R終了 判定0-2       | 谷山ジム「ビッグバン・統一への道 其の四」                                                                | 2011年2月5日   |
| ○    | ちはる                  | 2分3R+延長R終了 判定2-0 | MA日本キックボクシング連盟「BREAK-6」                                                                    | 2010年10月10日 |
| ×    | RENA                    | 2分3R終了 判定0-3       | SHOOT BOXING 25TH ANNIVERSARY SERIES 第3戦 維新-ISHIN- 其の参                                            | 2010年6月6日   |
| △    | 悦・センチャイジム      | 3分3R終了 判定1-1       | ニュージャパンキックボクシング連盟/センチャイムエタイジム 「MuayThai OPEN 10」                           | 2009年12月23日 |
| ×    | 古谷あさみ              | 2分5R終了 判定0-3       | 新☆四角いジャングル 〜ミスター格闘技降臨!!〜 【UKF女子キック日本フライ級王座決定戦】                     | 2009年9月13日  |
| ○    | 岡田敦子                | 2分3R終了 判定2-0       | M-1 FAIRTEX SINGHA BEER ムエタイチャレンジ 2009 Yod Nak Suu vol.2                                        | 2009年6月21日  |
| ○    | 大浜芳美                | 2分3R終了 判定3-0       | ニュージャパンキックボクシング連盟「ROAD TO REAL KING I」                                                | 2009年1月25日  |
| △    | 市井舞                  | 2分3R終了 判定1-0       | マーシャルアーツ日本キックボクシング連盟 「BREAK THROUGH-8 〜突破口〜」                                  | 2008年12月21日 |
| △    | アサミ                  | 2分3R終了 判定1-1       | J-NETWORK「J-GIRLS Final Stage 2008」                                                                    | 2008年11月9日  |
| △    | 星野久子                | 2分3R終了 判定1-1       | J-NETWORK「J-GIRLS Summer Kick Carnival」                                                                | 2008年7月21日  |
| ×    | 紅絹                    | 2分3R終了 判定0-3       | J-NETWORK「J-GIRLS 菖蒲祭り」 【J-GIRLSミニフライ級王座次期挑戦者決定トーナメント 2回戦】                | 2008年5月25日  |
| ○    | 彩                      | 2分3R+延長R終了 判定2-1 | J-NETWORK「J-GIRLS ひな祭り」 【J-GIRLSミニフライ級王座次期挑戦者決定トーナメント 1回戦】                | 2008年3月2日   |
| ×    | 神村エリカ              | 2分3R終了 判定0-3       | MARS 11 "2nd ANNIVERSARY"【キックルール】                                                                | 2008年2月11日  |
| ×    | 安倍基江                | 2分3R終了 判定0-3       | J-NETWORK「J-GIRLS 白雪祭り」                                                                            | 2008年1月12日  |
| ×    | クボチューン・レーナM15 | 2分3R終了 判定0-3       | J-NETWORK「J-GIRLS 風花祭り 〜World Queen Tournament 前哨戦〜」                                          | 2007年11月4日  |
| ○    | Mii                     | 2分3R終了 判定3-0       | J-NETWORK「J-GIRLS 十六夜祭り 〜NEW HEROINE COMING!!〜」                                                 | 2007年9月9日   |
| ×    | 田島はる                | 2分3R終了 判定0-3       | J-NETWORK「J-GIRLS 七夕祭り 〜NEW HEROINE COMING!!〜」 【ミニフライ級ニューヒロイントーナメント 準決勝】 | 2007年7月1日   |